# Thái Hưng, Hưng Hà
Thái Hưng là một xã thuộc huyện Hưng Hà, tỉnh Thái Bình, Việt Nam.
Xã có diện tích 4,56 km², dân số năm 1999 là 4971 người, mật độ dân số đạt 1090 người/km².